# Debernardy (entreprise)
L’entreprise de travaux Charles Debernardy, fondée par un entrepreneur italien éponyme en 1888, a compté parmi les principales entreprises de construction en Isère entre la fin du XIXe siècle jusqu'au milieu du XXe siècle. L'entreprise a compté plusieurs noms comme "Debernardy Frères", "Société Nouvelle Debernardy" et "Spie-Citra".

## Histoire
Monsieur Charles-Marius Debernardy, officier d'Académie, créa l'entreprise Charles DEBERNARDY en 1888 à Fures (Tullins, Isère). L'activité a été multiple, de la construction de maisons individuelles aux bâtiments publics, des réseaux et terrassements aux ouvrages d'art.
La société a d'abord réalisé de nombreuses constructions dans la commune de Tullins-Fures, son siège. On peut citer l’hôpital, les écoles ou encore le pont suspendu sur l'Isère. Ce dernier lui a valu la palme académique en 1903. Elle se rend au service de nombreux donneurs d'ordres publics et participe à la reconstruction d'après guerre. Jusqu'à 200 personnes ont travaillé au plus fort de l'activité mais l'entreprise traverse difficilement la récession du début des années 1980 qui se conjugue avec un changement de gouvernance interne. 
L'activité décroit avec des licenciements économiques dont certains feront appel, jusqu'au redressement judiciaire en 1984. Une cinquantaine de salariés seront gardés. Le repreneur, Spie Batignolles, fermera l’agence du Salamot en 1996, tournant une page centenaire de l'entreprise locale. 

Site du Salamot à Tullins
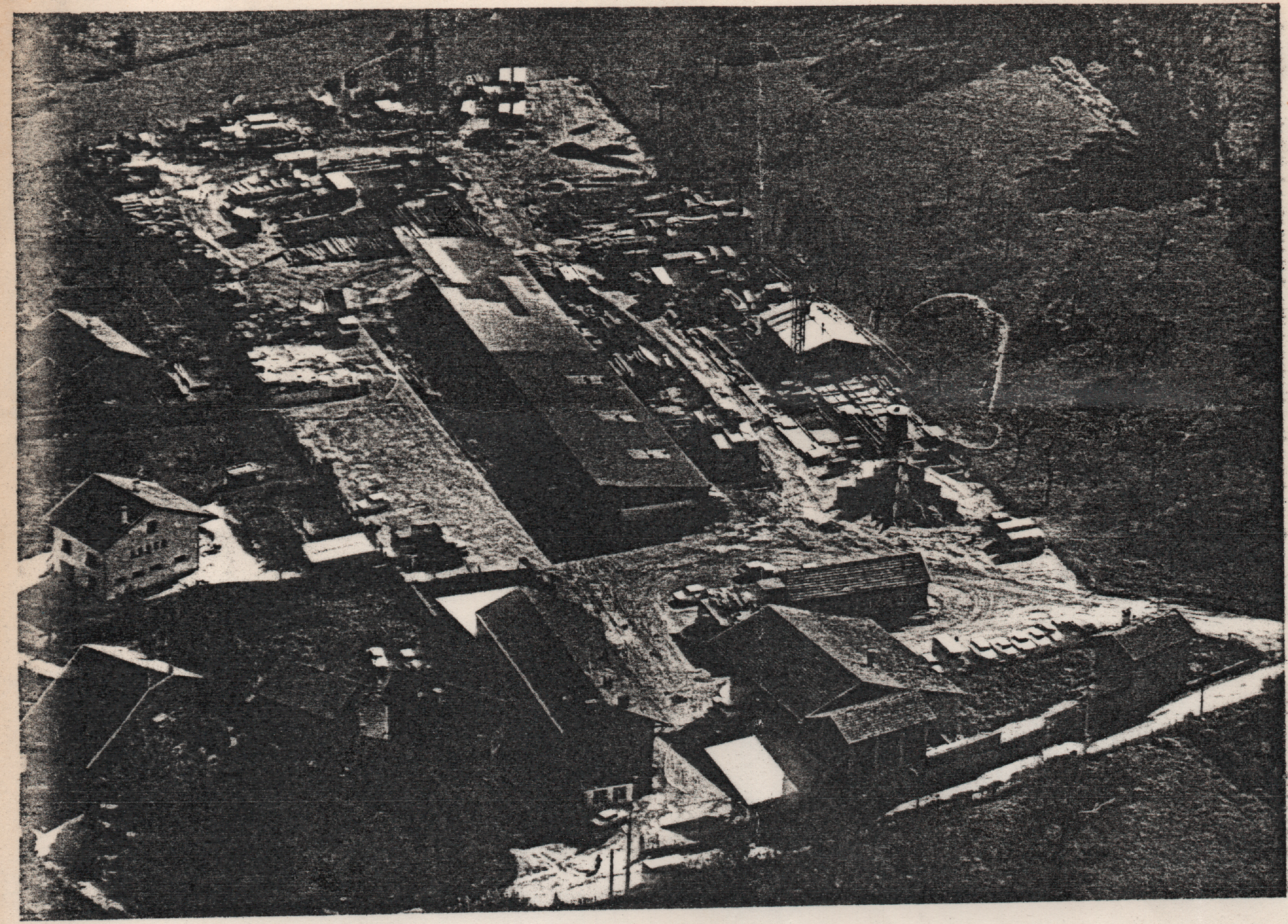
Vue depuis le Nord Est
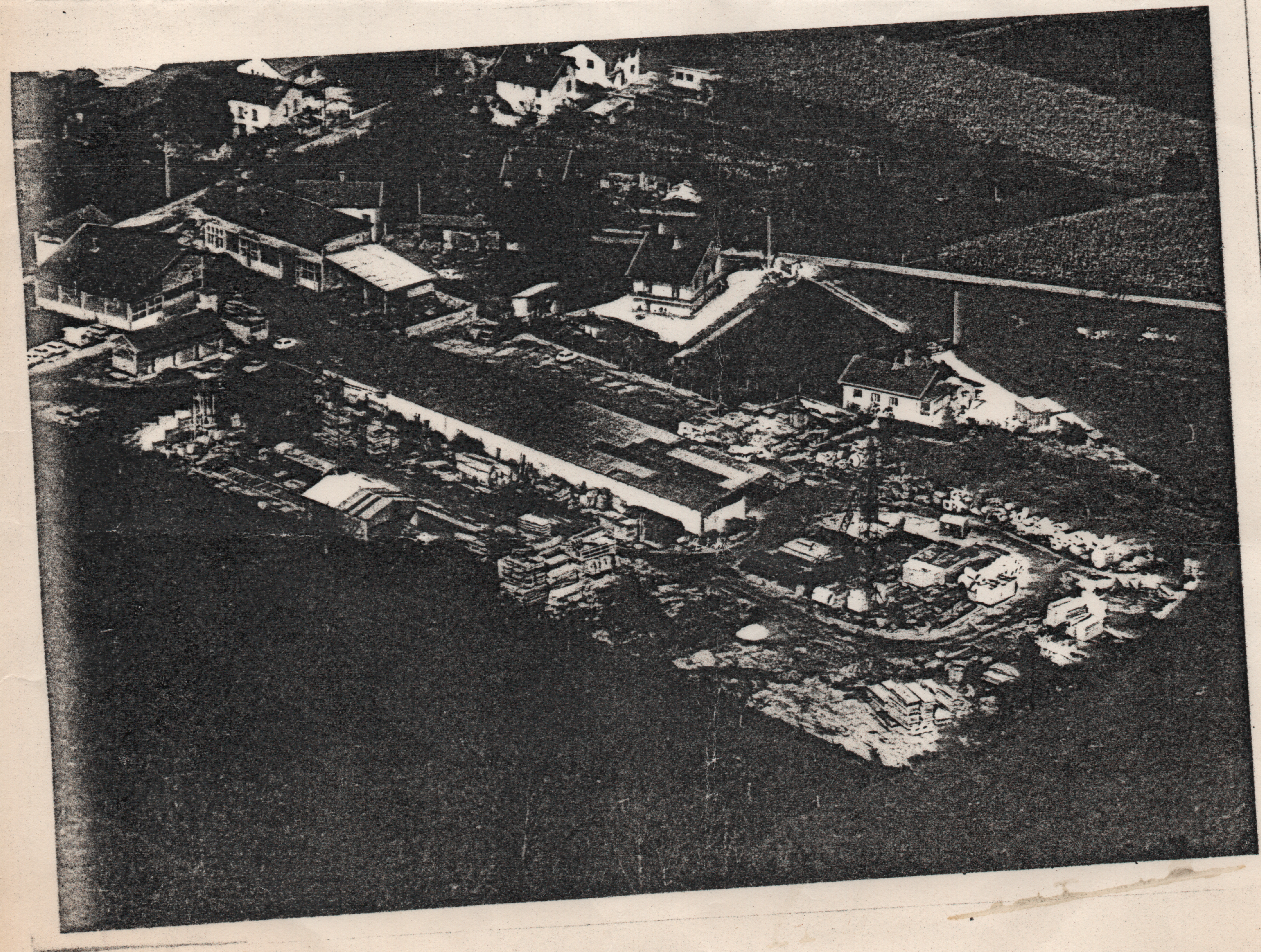
Vue depuis le Sud Ouest

### Dirigeants
Monsieur Charles-Marius Debernardy, officier d'Académie, créa l'entreprise Charles DEBERNARDY en 1988 à Fures (Tullins, Isère). Son fils, Jacques DEBERNARDY lui succèdera et sera remplacé à sa démission en 1980 par son frère Pierre.

### Relations avec les personnes publiques et politiques
En 1951 le Secrétaire d’État à la Défense décide de diminuer l'attribution d'indemnités d'imprévision d'un marché de fortification, l'entreprise ayant commis une négligence dans la préparation du marché auquel ne se suffisait les études de sols fournies.
En 1993, aux côté de nombreuses entreprises dont Jean Lefebvre, SCREG, SAUR ou Campenon Bernard, elle participe au financement de la campagne législative de Alain Carignon face à Didier Migaud, opposé notamment au chantier de l'autoroute 51.

## Moyens humains et matériel

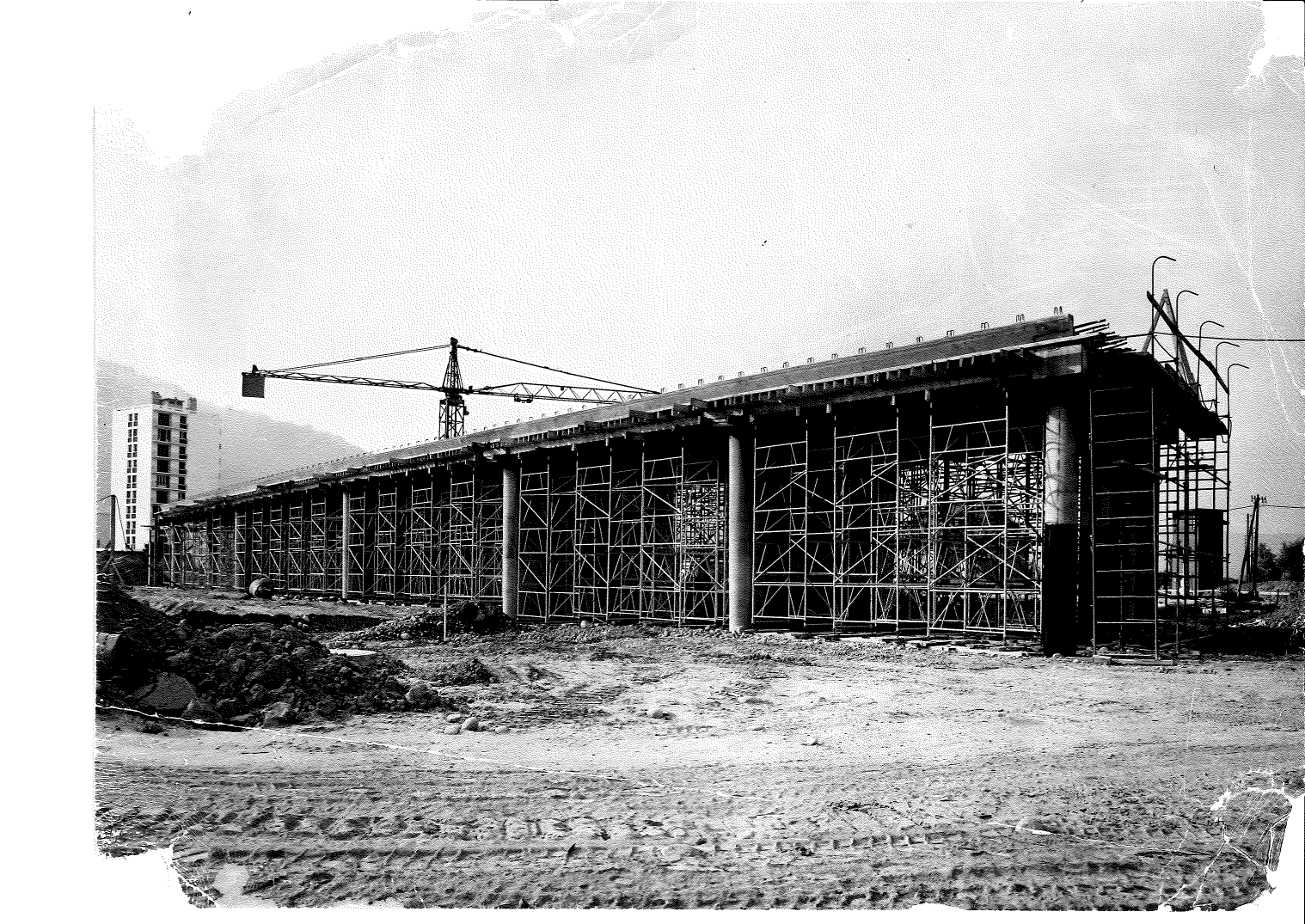
Autopont de Grenoble en construction en 1967 par l'entreprise

L'entreprise comptait environ 130 personnes déclarées en 1964. Son effectif maximum a dépassé les 200 compagnons. Elle était reconnue à la Fédération nationale des travaux publics, l'Office public de qualification et de certification du bâtiment et agréée dans les administrations publiques telles que la SNCF, EDF, les PTT, le Ministère de l'Éducation nationale et le Ministère de la Défense.
Dotée d'une organisation intégrée, elle disposait d'un atelier de menuiserie, de mécanique et de préfabrication ainsi que son propre service transport, gestion matériel et comptabilité. Les équipes de chantiers étaient organisées autour de trois compétences : Génie civil, Adduction d'eau et bâtiment et entretien. 

### Médaille d'honneur du travail

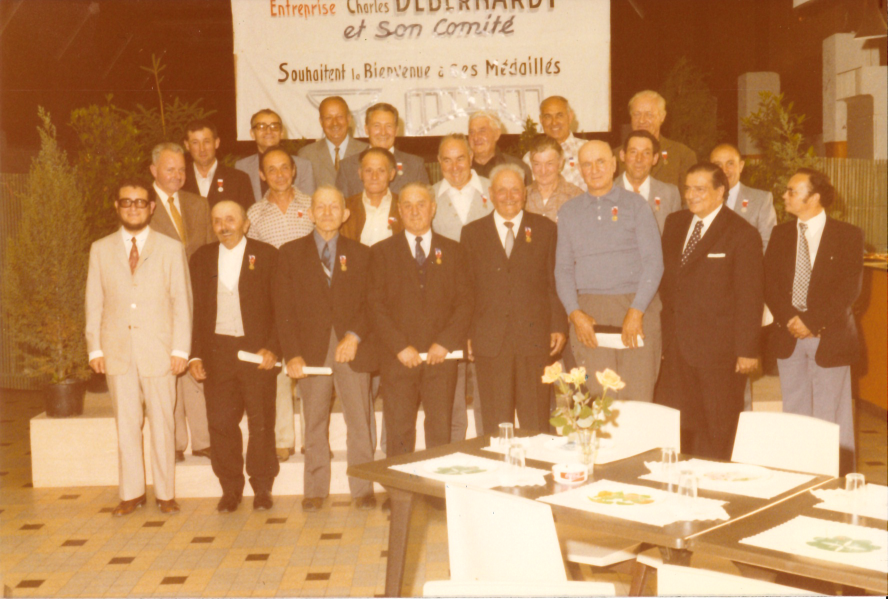
21 juin 1977, remise des médailles en présence du maire de Tullins

Le 21 juin 1977 au lieu une remise des médailles du travail en présence du maire de Tullins, M. Barbieri.
- Sont médaillés d'or (45ans) : M. Pierre Andrini, M. Angelo Vendramin, M. Victor Vendramin.

- Sont médaillés de vermeil (35 ans) : M. Joseph Gatel, M. Roger Giroud-Garampon.

- Sont médaillés d'argent : Messieurs Arnaud, Annibalini, Barnoud, De Col, Lausenoz, Munarette, Morin, Patroncini, Rodrijecaski, Zaccron, Otto, Zaccaron Arcangelo[9].

### Autres références

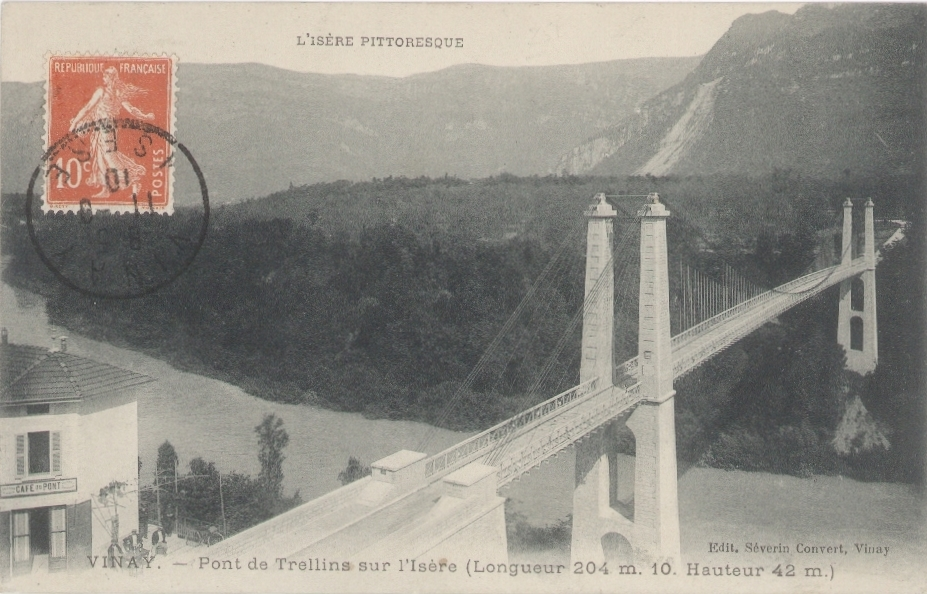
Pont de Trellins à haubans franchissant l'Isère (Vinay)